# سیارک ۴۳۶۶۷
سیارک ۴۳۶۶۷ (به انگلیسی: 43667 Dumlupinar، نامگذاری:2002GO1) چهل و سه هزار و ششصد و شصت و هفتمین سیارک کشف شده‌است که در ۴ آوریل ۲۰۰۲ کشف شد.